# Bradyrhizobium arachidis
Bradyrhizobium arachidis (лат.) — вид клубеньковых азотофиксирующих эндосимбиотических бактерий. Впервые этот вид был выделен из корневых клубеньков Arachis hypogaea в Китае. Типовой штамм — CCBAU 051107T (=CGMCC 1.12100T = HAMBI 3281T = LMG 26795T).